# رامسی، ویکتوریا
رامسی (به انگلیسی: Romsey) یک شهرک در استرالیا است که در ویکتوریا (استرالیا) واقع شده‌است.